# Sabinové
Sabinové byl kmen žijící na území dnešní Itálie. Podle pověsti splynuli s obyvateli Říma v době jeho založení.

## Historie kmene
O přesném původu Sabinů se mezi starověkými historiky vedly spory; jeden z možných výkladů je, že tento národ pronikl na Apeninský poloostrov ze severní zaalpské oblasti v 1. tisíciletí př. n. l. Dionýsios z Halikarnasu se ve svých spisech jako první zmiňuje o Sabinech s tím, že se léčkou zmocnili města Lista, které bylo považováno za kolébku původních obyvatel Apeninského poloostrova. Podle Zénodota byli Sabinové původně Umbrijci, kteří se přejmenovali poté, co je Pelasgové vypudili z oblasti Reatinu. Naproti tomu Porcius Cato zastával názor, že jméno Sabinů se odvozuje od Saba, syna Sancova (místního božstva někdy nazývaného „Jupiter Fidius“). Podle jiného příběhu zmíněného ve spisech Dionýsových opustila Spartu skupina Lakedaimónských, neboť považovali tamější Lykúrgovy zákony za příliš přísné. V Itálii založili spartskou kolonii Foronia a někteří z kolonie se usadili společně se Sabiny. Podle tohoto příběhu měla válečnická a odříkavá povaha Sabinů původ ve spartské výchově.
Oblast původně obývaná Sabiny se rozkládala v současných italských regionech Lazio, Umbria a Abruzzo a latinsky se nazývala Sabinium. Dnešní oblast, zvaná v italštině Sabina, leží severovýchodně od Říma v oblasti Lazia okolo města Rieti.

## Únos Sabinek

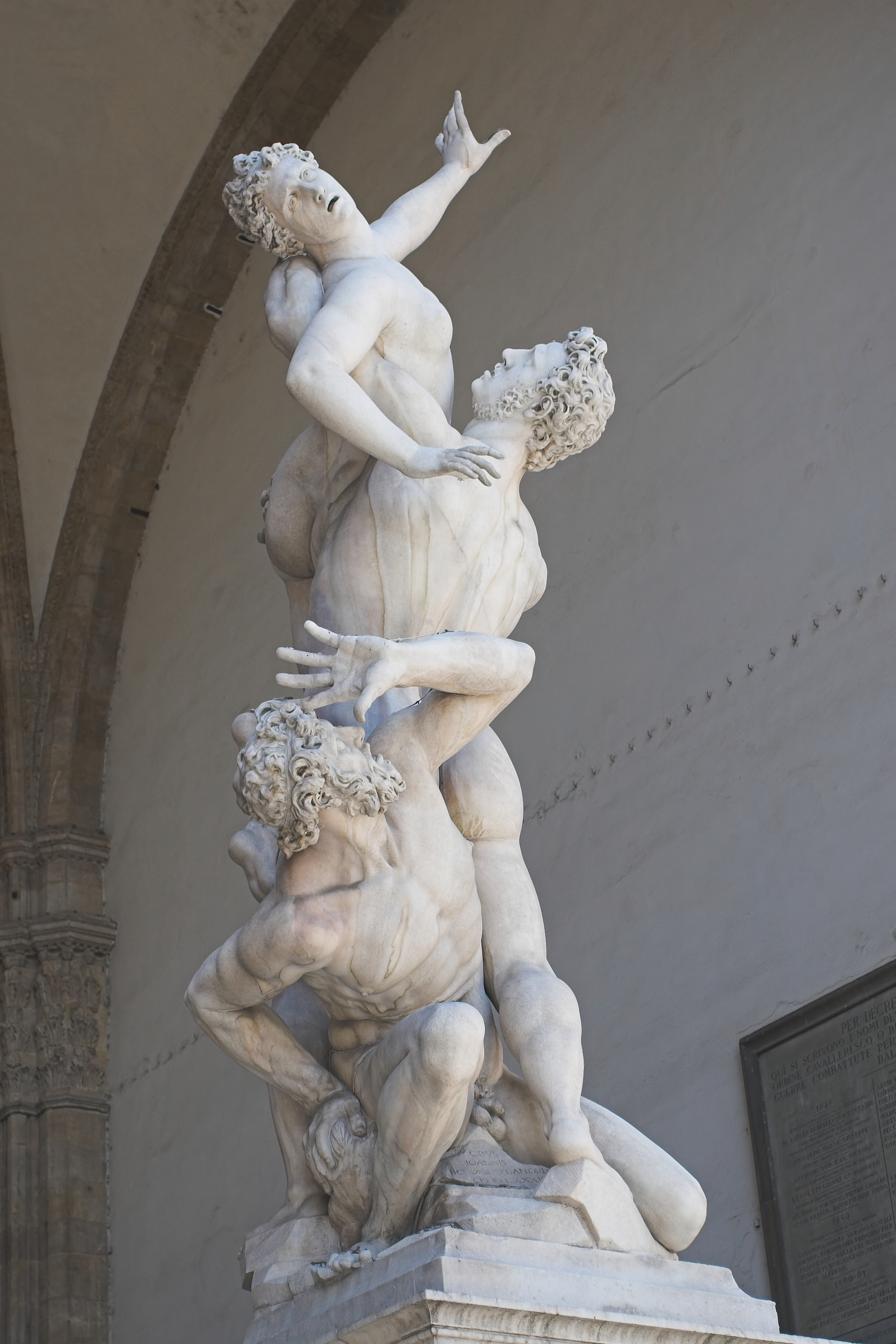
Únos Sabinek, socha od Giovanniho da Bologna.

Romulus, jeden ze zakladatelů Říma, vyzval, aby se do města z okolí stěhovali noví obyvatelé. Tak došlo k tomu, že se přistěhovalo mimo jiné i množství lidí pochybné pověsti. Proto když později Romulus vyslal posly do sousedních měst s žádostí, aby se římští muži směli ženit s jejich dívkami, byla tato žádost odmítnuta.
Romulus se poté uchýlil ke lsti: uspořádal slavnosti zvané Consualie a pozval na ně okolní kmeny včetně Sabinů. Když se na hry dostavili hosté, římští mladíci na smluvené znamení unesli sabinské dcery. Jejich únos ovšem vyvolal odplatu – ozbrojení Sabinové přitáhli k Římu, aby své dcery dostali zpět. Podařilo se jim ovládnout silou většinu města, až posléze odolával jen opevněný Kapitol pod vojenským vedením velitele Spuria Tarpeia.
Do konfliktu zasáhla Spuriova dcera Tarpeia, která byla velmi hamižná a jíž se zachtělo šperků Sabinů. Ti nosili na levé ruce zlaté náramky a Tarpeia jim slíbila, že je vpustí do opevnění výměnou za to, co mají na levé ruce. Když jim však brány skutečně otevřela, sabinský král Titus Tatius, jemuž se protivila Tarpeiina zrada vlastního otce, ji odměnil tím, že na ní vrhl svůj štít, který také nosil na levé ruce. To udělali po něm i sabinští bojovníci a Tarpeiu tak ubili. Jejím jménem se od té doby nazývala Tarpeiská brána a Tarpeiská skála na Kapitolu, na níž Římané popravovali zločince.
Nato se strhl urputný boj mezi Sabiny a obránci pevnosti. Krveprolití zabránily unesené Sabinky, které se vmísily do boje s nemluvňaty na rukou a přiměly obě strany ke smíru. Z nepřátel se poté stali příbuzní, kteří si dali nové jméno Quirité.
Příběh o únosu Sabinek byl mnohokrát ztvárněn na obrazech mnoha malířů, sochách, zhudebněn a stal se i námětem filmů.